# Monostori temető (Kolozsvár)

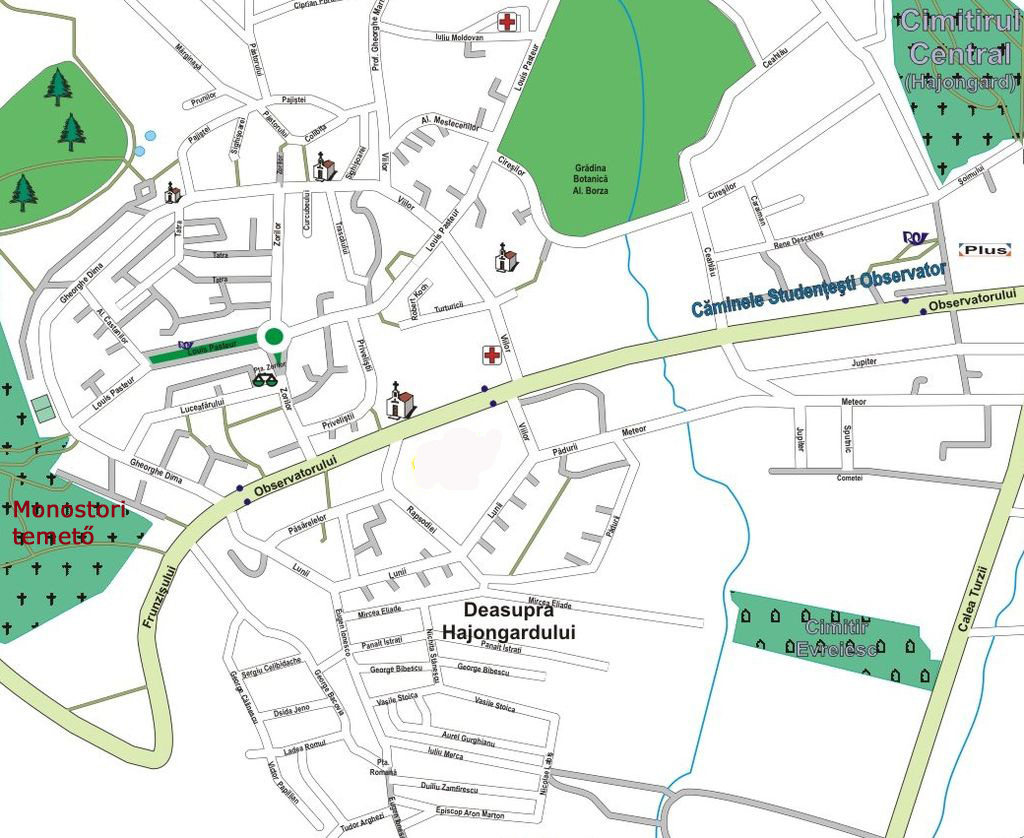
A temető a térkép bal oldalán

A Monostori temető (románul: Cimitirul Mănăștur) kolozsvári köztemető, amely a Monostori és a Hajnal negyedek közötti dombon terül el. A monostori egykori görögkatolikus, később ortodox (Mennybemenetel) templom körüli régi temető kiterjesztéseként hozták létre az 1970-es évektől kezdődően a Királydomb nyugati oldalán. A temető a kolozsvári polgármesteri hivatal gondozásában van, a hivatal felel a terület karbantartásáért.
A temető 17000 sírt foglal magába; 2008-ban elfogytak a szabad sírhelyek.

## Nevezetes halottai
- Bustya Endre (1927–1996) irodalomtörténész, Ady-kutató
- Ioan Cherteş(wd) (1911–1992) görögkatolikus segédpüspök (a Kolozsvár-Szamosújvári görögkatolikus egyházmegye de facto vezetője Iuliu Hossu bebörtönzésétől George Guţiu kinevezéséig)[2]
- Dani Ernő (1927–2010) matematikus
- Kiss Sándor (1946–2012) informatikus, vállalkozó, az első romániai személyi számítógép, a PRAE tervezőcsapatának tagja
- Teo Peter (1954–2004) román rockzenész[3]
- Varga László (1916–1995) opera- és népdalénekes[4]
- Wiesler Herwart (1941–1995) matematikus, egyetemi adjunktus[5]
- 1989-es hősi halottak: Cioară Viorel, Szabó István, Cionca Iosif[6]

## Sírok

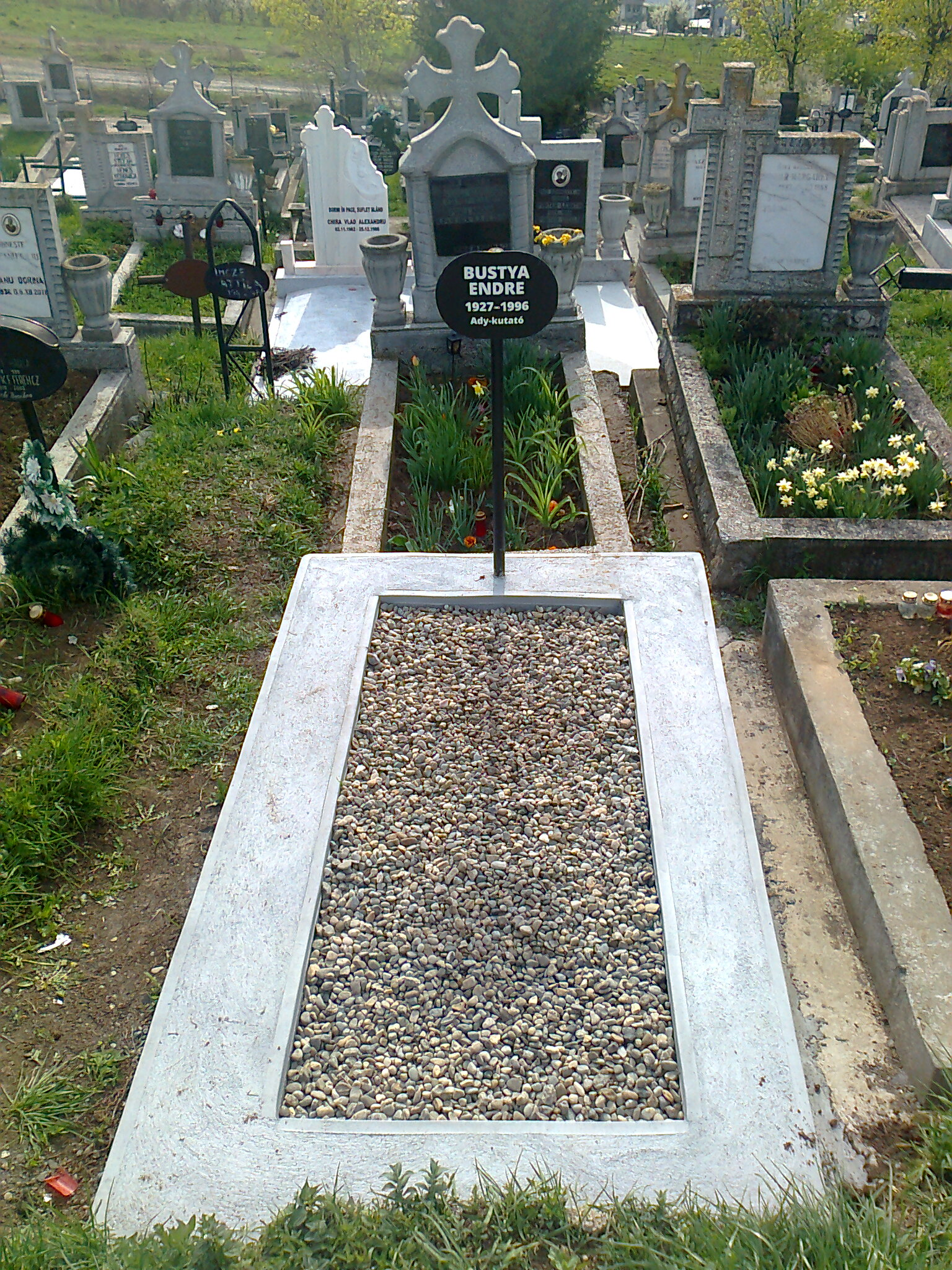
Bustya Endre
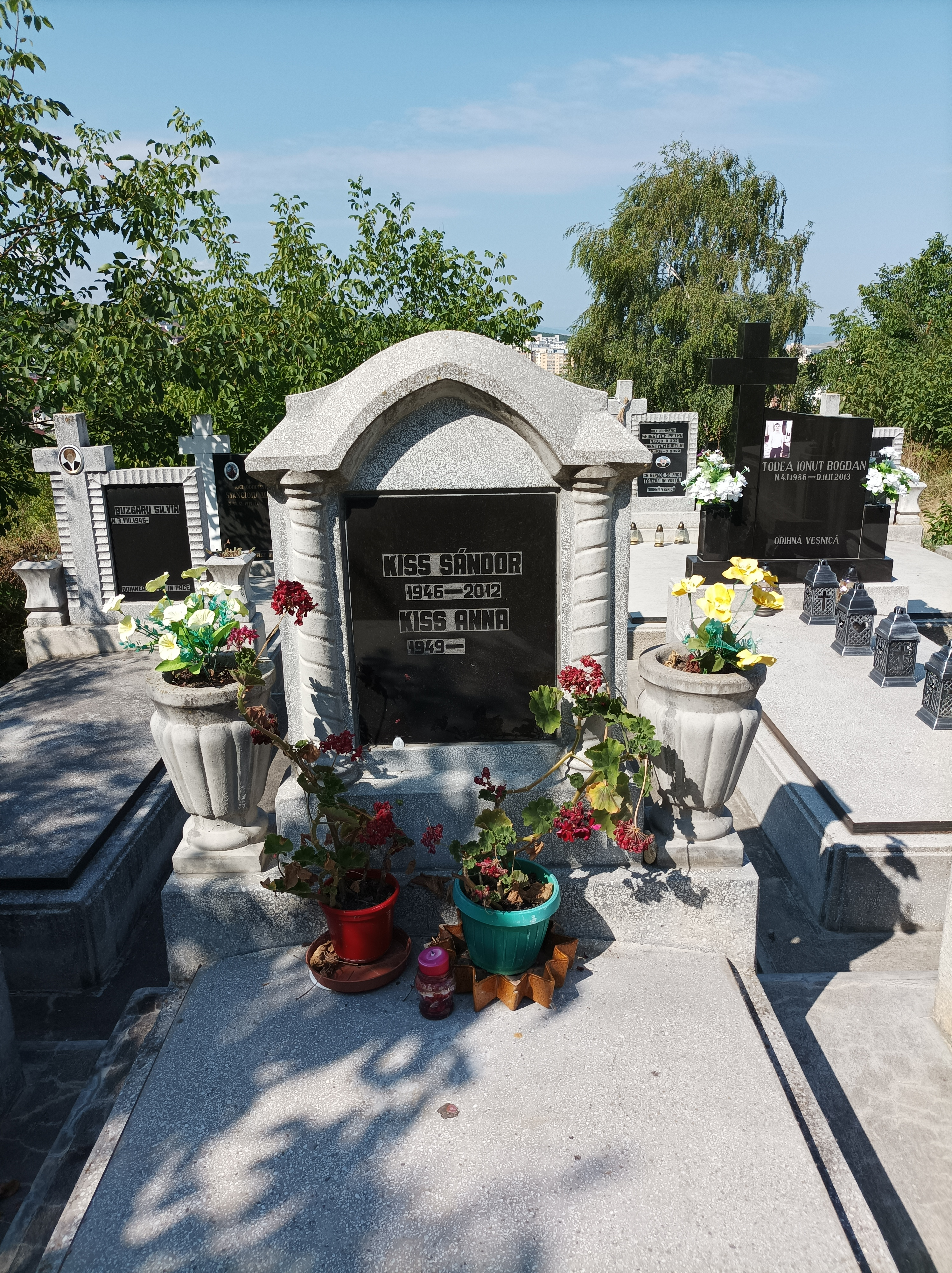
Kiss Sándor
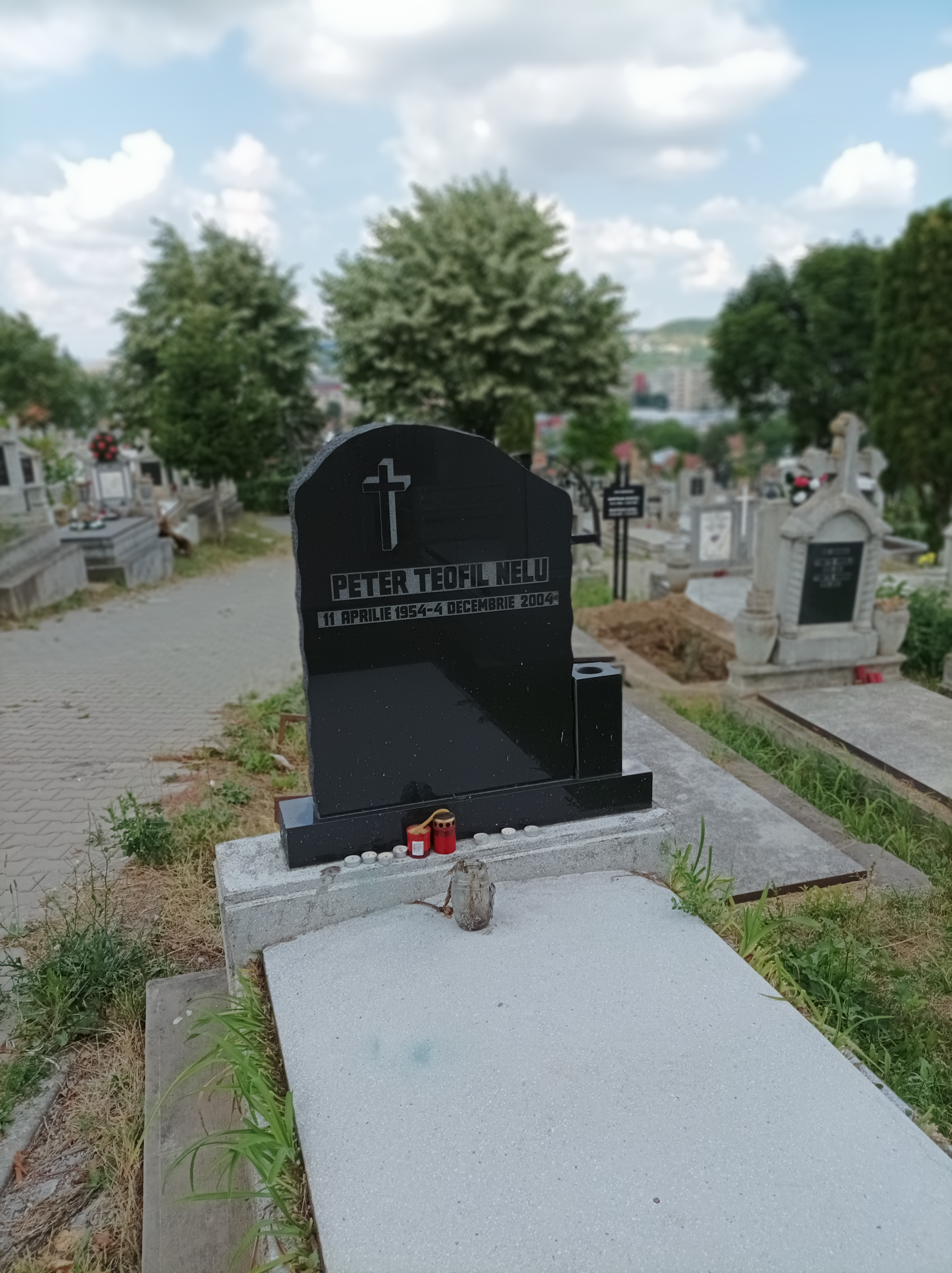
Teo Peter
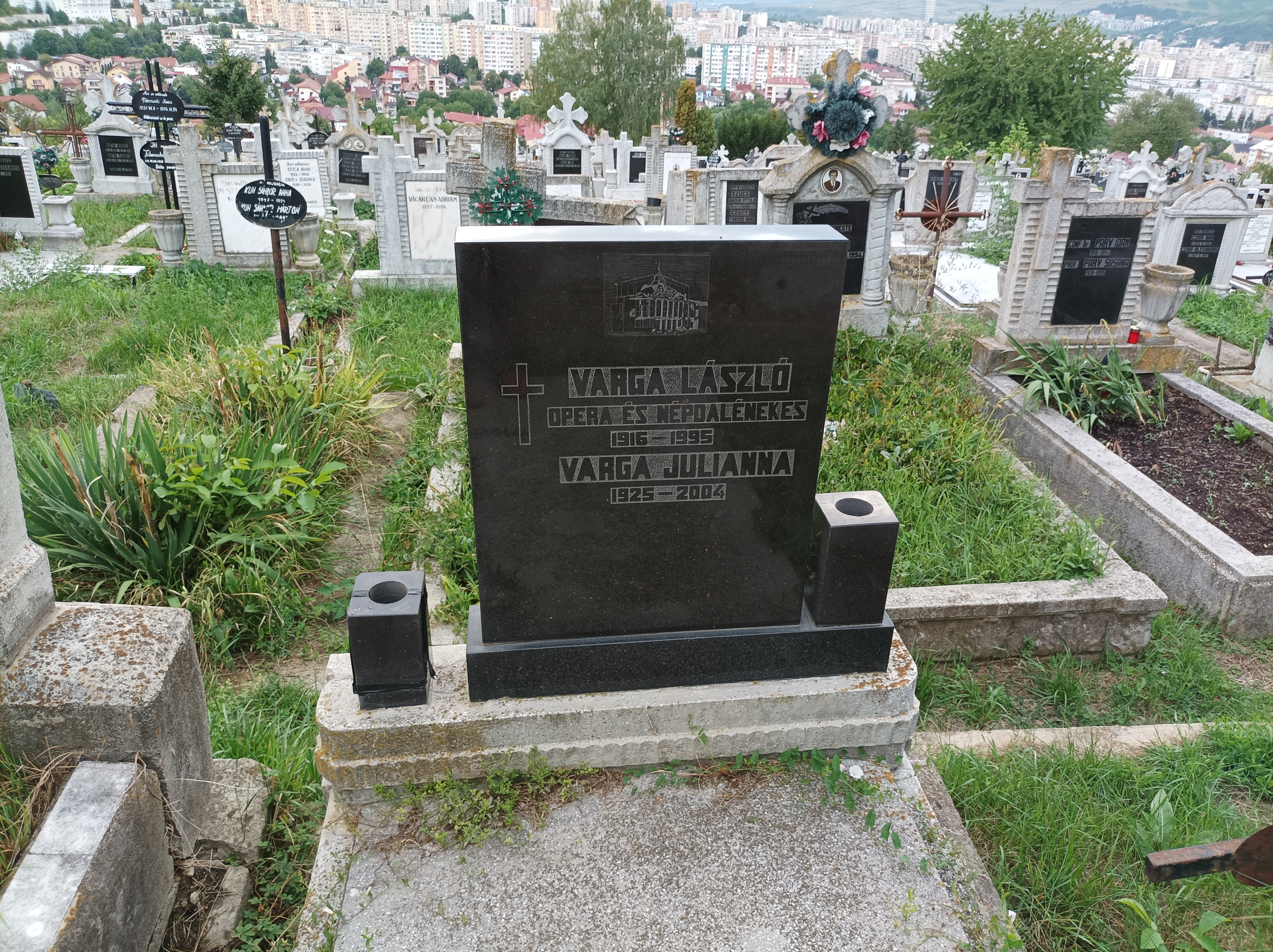
Varga László
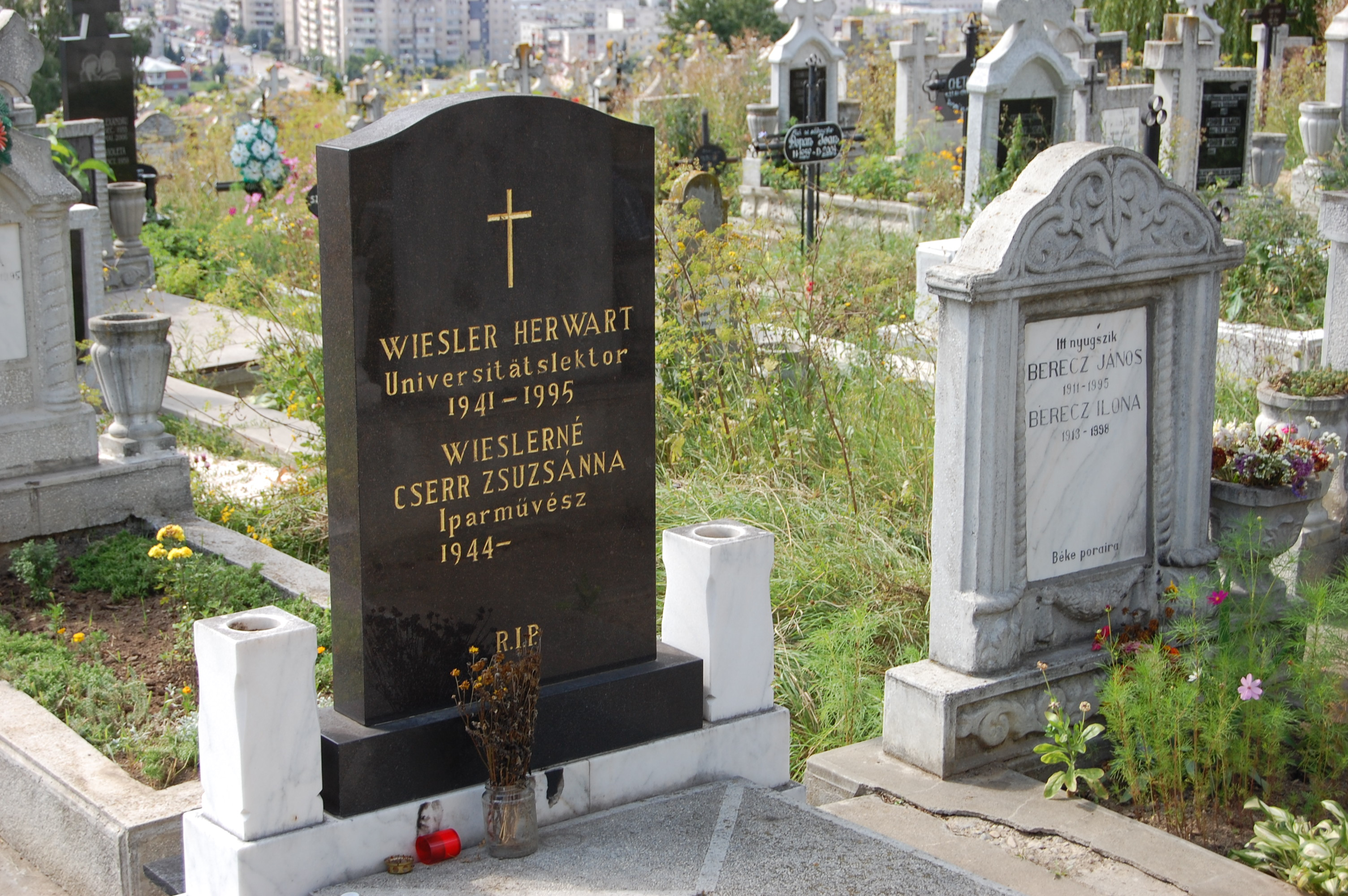
Wiesler Herwart
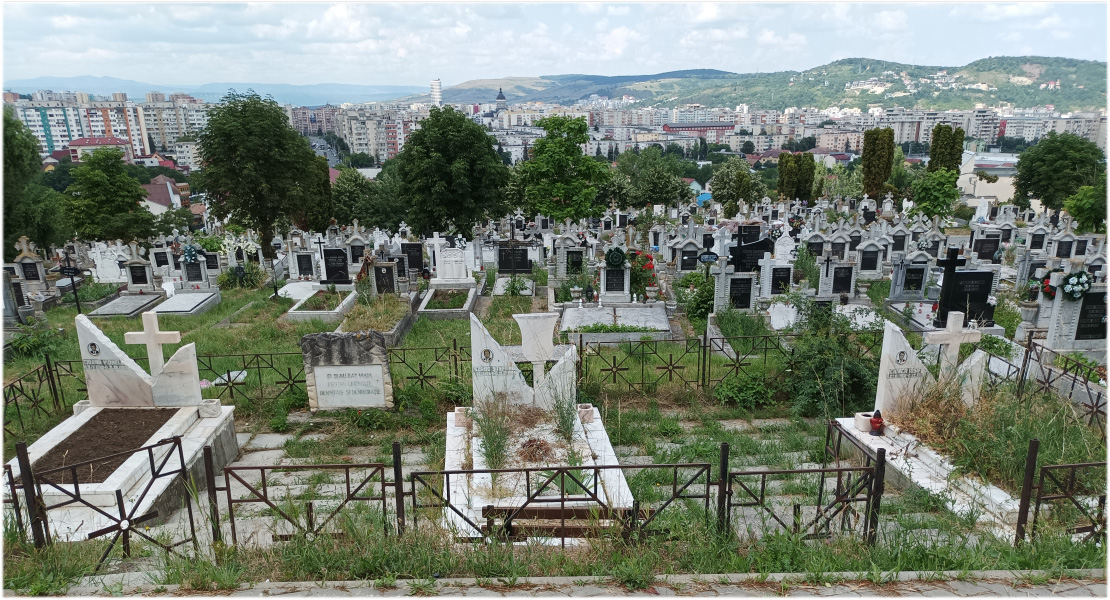
1989-es hősi halottak
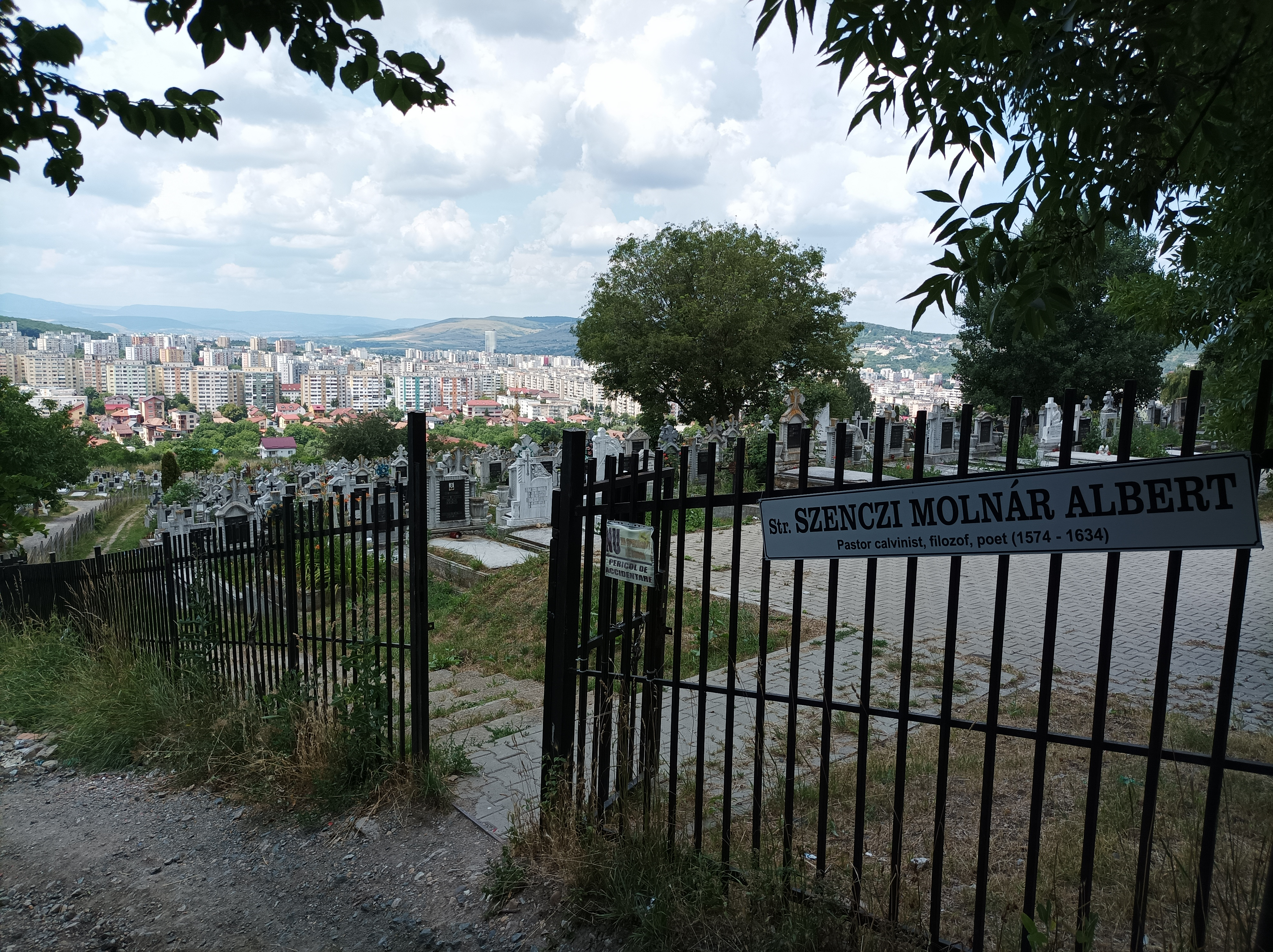
A temető  délkeleti bejárata (Hajnal negyed)
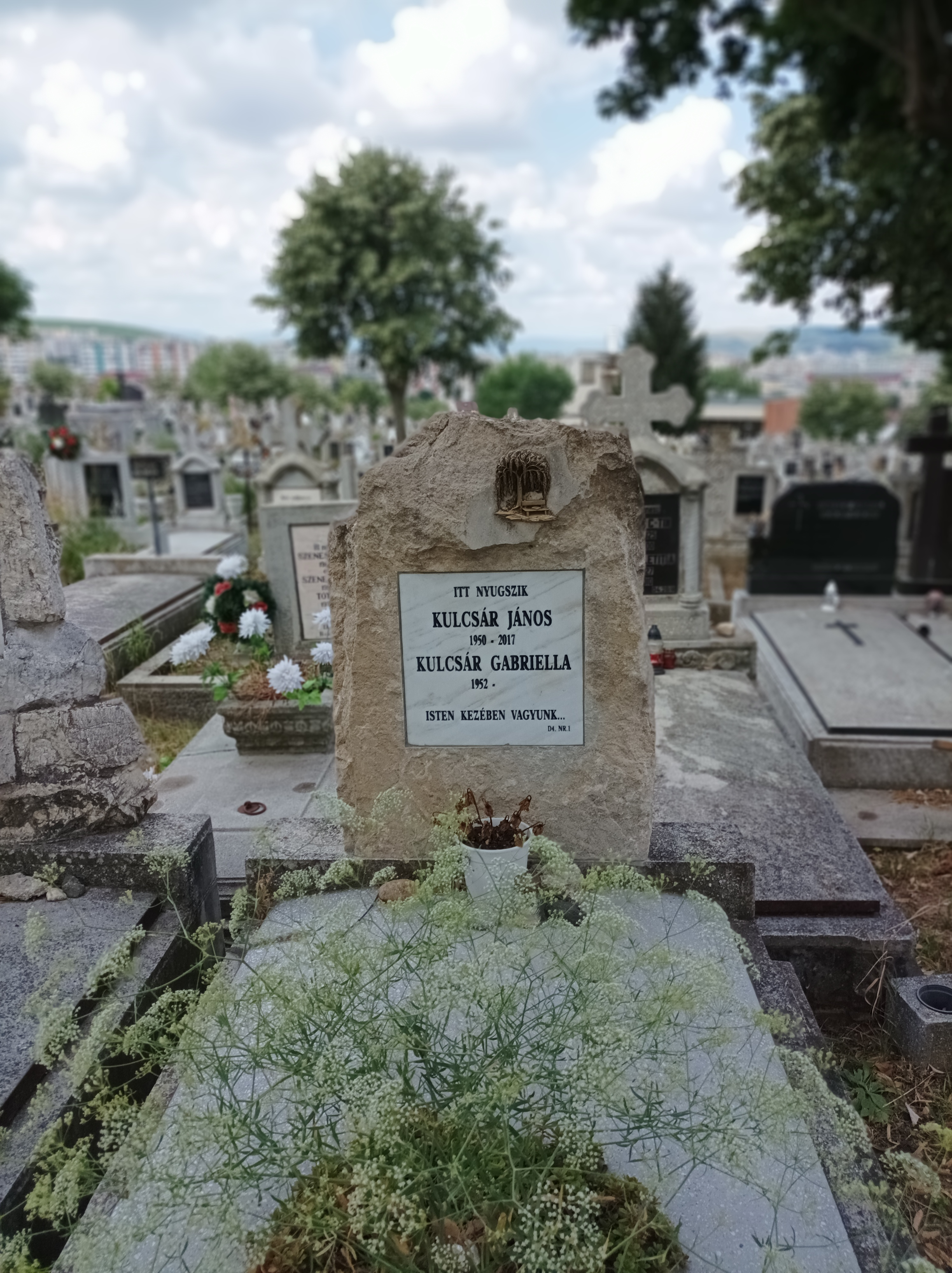
Kulcsár Gabriella